# Калинин, Алексей Петрович (футболист)
Алексей Петрович Калинин (30 декабря 1913, Подольск, Московская губерния — 31 марта 1994, Москва) — советский футболист, тренер и функционер. Автор книги «Игра защитника» и большого количества статей о футбольной тактике.

## Биография
Начинал карьеру футболиста в московском «Металлурге». Летом 1938 года перешёл московский ЦДКА, где сразу же закрепился в основном составе команды. За армейцев выступал до начала Великой Отечественной войны.
В послевоенные годы играл за клубы «Спартак» и МВО.
В 1950 году окончил школу тренеров при ГЦОЛИФК. Возглавлял сборную Вооруженных Сил СССР, в 1958—1959 годах работал начальником команды ЦСК МО.
В мае 1967 года исполнял обязанности главного тренера ЦСКА, под его руководством армейцы провели три матча — два в чемпионате и один в кубке СССР. Работал функционером в Управлении футбола СССР и Спорткомитете РСФСР.
Умер в 1994 году. Похоронен в Москве.

## Достижения
- Серебряный призёр чемпионата СССР: 1938.
- Бронзовый призёр чемпионата СССР: 1939.